# Кулиш, Пантелеймон Александрович
Пантеле́ймон Алекса́ндрович Кули́ш (рус. дореф. Пантелеймо́нъ Алекса́ндровичъ Кулѣшъ, укр. Пантелеймо́н Олекса́ндрович Кулі́ш; 26 июля (7 августа) 1819, село Воронеж, Глуховский уезд, Черниговская губерния, Российская империя — 2 (14) февраля 1897, хутор Мотроновка, Борзнянский уезд, Черниговская губерния, Российская империя) — украинский поэт, прозаик, фольклорист и этнограф, переводчик, критик, редактор, историк, издатель. 
Создатель «кулишовки» — одной из ранних версий украинского алфавита, главный автор первого полного украинского перевода Библии (наряду с Иваном Пулюем и Иваном Нечуй-Левицким). Выступал одним из крупнейших деятелей украинского просвещения, соперничая по популярности со своим давним другом Т. Шевченко, однако более умеренные позиции Кулиша по политическим вопросам, его более сдержанное отношение к казацкому движению и публикация труда «История воссоединения Руси», привели к утрате его популярности среди «украинофилов». При советской власти Кулиш практически не упоминался в школьном курсе украинской литературы, а в энциклопедиях клеймился как «украинский буржуазно-помещичий националист».
Кулиш был дружен с Петром Плетневым, Сергеем Аксаковым и Тарасом Шевченко.

## Биография

### Ранние годы
Родился в городке Воронеже (ныне — посёлок городского типа в Шосткинском районе Сумской области Украины) Глуховского уезда Черниговской губернии. Был ребёнком от второго брака состоятельного украинского дворянина Александра Андреевича Кулиша, происходившего из казацко-старшинского рода Кулешей герба Слеповрон, и дочери казачьего сотника Ивана Гладкого — Катерины:
Отъ дворянина жителя Воронѣжскаго Александра Андреева Сына Кулѣша и жени его Екатерини Иоанновой дочери родился сынъ Пантеліимонъ крещенъ сего іюля 27 го числа приходскимъ священникомъ Ілариономъ Безпалымъ, восприемникъ былъ ему отъ святаго Крещенія дворянинъ Евфимъ Симеоновъ сынъ Шкура
На хуторе под Воронежем с детства слышал от матери разные сказки, легенды, народные песни. Была у него и «духовная мать» — соседка по хуторам Ульяна Терентьевна Мужиловская, которая настояла на его обучении в Новгород-Северской гимназии.
С 1839 года Кулиш — вольный слушатель в Киевском университете. Однако ему так и не удалось стать студентом университета, и посещение лекций прекратилось в 1841 году. У Кулиша не было документального свидетельства о дворянском происхождении, хотя его отец и принадлежал к казацко-старшинскому роду. Следовательно, Кулиш не имел права на обучение в университете. В то время Кулиш написал «малороссийские рассказы» на русском языке: «О том, отчего в местечке Воронеже высох Пешевцов став» и «О том, что случилось с козаком Бурдюгом на Зелёной неделе», а также повесть на основе народных сказаний «Огненный змей».

### Начало карьеры
Благодаря протекции инспектора школ М. Юзефовича получил должность преподавателя в Луцком дворянском училище. В то время он пишет на русском языке исторический роман «Михайло Чарнышенко…», стихотворную историческую хронику «Україна» и рассказ-идиллию «Орися». Позднее Кулиш работает в Киеве, Луцке и Ровно.
С 1845 года Кулиш в Петербурге по приглашению ректора Петербургского университета П. А. Плетнёва становится старшим учителем гимназии и лектором русского языка для иностранных слушателей университета.
Через два года Петербургская Академия наук по рекомендации направляет П. Кулиша в командировку в Западную Европу для изучения славянских языков, истории, культуры и искусства. Он едет вместе со своей 18-летней женой Александрой Михайловной Белозерской, на которой женился 22 января 1847 года. Боярином на свадьбе был друг Пантелеймона — Тарас Шевченко.

### Ссылка
В 1847 года в Варшаве Кулиша как члена Кирилло-Мефодиевского братства арестовали и возвратили в Петербург, где в течение трёх месяцев он подвергался допросам в III отделении. Доказать его принадлежность к тайной антиправительственной организации не удалось. Тем не менее, приговор гласил: «…хотя и не принадлежал к указанному обществу, однако находился в дружеских связях со всеми его участниками и … поместил даже в опубликованные им произведения много двусмысленных мест, которые могли вселять в малороссов мысли о праве их на отдельное существование от Империи, — поместить в Алексеевский равелин на четыре месяца и затем отправить на службу в Вологду…»
После «чистосердечного раскаяния», хлопот сановных друзей жены и её личных ходатайств наказание было смягчено: его поместили на 2 месяца в арестантском отделении военного госпиталя, а оттуда отправили в ссылку в Тулу. Несмотря на бедственное положение, за три года и три месяца в Туле Кулиш написал историческое произведение для юношества «Повесть о Борисе Годунове и Димитрии Самозванце», исторический роман «Северяки», который позднее опубликован под названием «Алексей Однорог», автобиографический роман в стихах «Евгений Онегин нашего времени», роман «Петр Иванович Березин и его семейство, или Люди, решившиеся во что бы то ни стало быть счастливыми», изучает европейские языки, увлекается романами В. Скотта, Ч. Диккенса, поэзией Дж. Байрона и Р. Шатобриана, идеями Ж.-Ж. Руссо.
После долгих хлопот перед III отделением Кулиш получил должность в канцелярии губернатора, а позднее начал редактировать неофициальный раздел «Тульских губернских ведомостей».

### Петербургский период
В 1850 году Кулиш возвращается в Петербург, где продолжает писать. Не имея права на публикацию своих произведений, он помещает под псевдонимом «Николай М.» в некрасовском «Современнике» повести на русском языке и двухтомные «Записки о жизни Николая Васильевича Гоголя».
Знакомство с матерью Гоголя побудило его начать подготовку шеститомного собрания сочинений и писем Гоголя. В то же время Кулиш подготовил двухтомник фольклорно-исторических и этнографических материалов «Записки о Южной Руси», опубликованный в Петербурге в 1856—1857 гг. Сборник был написан «кулишовкой» — разработанным Кулишом украинским фонетическим алфавитом, который позднее пригодился и для издания «Кобзаря» в 1860 г., и для журнала «Основа».
Творчески богатым и успешным был для П. Кулиша 1857 год. Издан роман «Чорна рада» («Чёрная рада»), украинский букварь «кулишовкой» и книга для чтения — «Граматка», «Народні оповідання» («Народные рассказы») Марко Вовчок, которые он отредактировал и опубликовал, открывается собственная типография.
Он приезжает вместе с женой в Москву, гостит у своего друга С. Т. Аксакова, затем отвозит жену на хутор Мотроновку (ныне Черниговская область), чтобы затем оттуда в марте 1858 года вместе отправиться в путешествие по Европе. Путешествие приводит к разочарованию европейской цивилизацией — напротив, идеалом Кулиша становится патриархальная жизнь на хуторе. В Петербурге Кулиш начинает издавать альманах «Хата», поскольку разрешение на издание журнала получено не было.
Тем временем брат его жены В. Белозерский ходатайствует об издании первого украинского журнала «Основа». П. Кулиш вместе с супругой, которая начинает публиковать рассказы под псевдонимом Ганна Барвинок, сразу же увлекается подготовкой материалов для этого литературного и общественно-политического издания. Кулиш приступает к написанию «Історичних оповідань» («Исторические рассказы») — научно-популярных очерков по истории Украины — «Хмельнищина» и «Выговщина». Эти очерки опубликованы в 1861 г. в «Основе». На страницах журнала появляются и его первые лирические стихи и поэмы, написанные уже после второй поездки по Европе совместно с Н. Костомаровым.
Одновременно Кулиш составляет свой первый поэтический сборник «Досвітки. Думи і поеми», который издаётся в Петербурге в 1862 г., накануне издания Валуевского циркуляра, который запретил публиковать произведения на украинском языке не художественного содержания. Несмотря на указ, известность Кулиша к тому времени уже дошла до Галиции, где львовские журналы «Вечерниці» и «Мета» публикуют его прозу, поэзию, статьи… «Кулиш был главным двигателем украинофильського движения в Галиции в 1860-х и почти до половины 1870-х годов», — писал Иван Франко, особо отмечая его сотрудничество в народническом журнале «Правда».

### Второй заграничный вояж
Четыре года пребывания в Варшаве, материальный достаток (в этом городе Кулиш занимал должность директора по духовным делам и члена комиссии по переводу польского законодательства) дали писателю возможность приобрести немалый опыт и знания (работа в государственном учреждении, изучение архивов, дружба с польской интеллигенцией и галицкими украинцами, в частности, во Львове, куда он часто приезжает).
Человек эмоциональный и деятельный, склонный к твёрдому отстаиванию выношенной идеи, П. Кулиш терпеливо и целенаправленно собирает материалы для описания факторов негативного влияния казачьих и крестьянских восстаний на развитие украинской государственности и культуры.
В 1860 году Кулиш начинает перевод Библии на украинский язык. К 1871 году он уже переводит Пятикнижие, Псалтырь и Евангелие.
Работая в Варшаве в 1864—1868 годах, с 1871 года в Вене, а с 1873 — в Петербурге на должности редактора «Журнала Министерства путей сообщения», он подготовил 3-томное исследование «История воссоединения Руси», в котором стремился документально подтвердить идею исторического вреда казачьих движений XVII века и восславить культурную миссию польской шляхты и Российской империи в истории Малороссии.
Эта книга окончательно оттолкнула от Пантелеймона Александровича надднепрянскую украинскую интеллигенцию. В результате Кулиш связывается с галицийской интеллигенцией и сотрудничает с ней. С 1881 года Кулиш живёт в Галиции, где пытается широко развернуть культурную деятельность. Но это у него не очень сильно получается. Надежда на объединение поляков и русин в борьбе против Австро-Венгрии терпит полный крах: никаких объединений с русинами поляки не желали. Эта ситуация окончательно выбивает пропольские настроения у Пантелеймона Кулиша и ещё сильнее утверждает в нём русофильские идеи.

### Последние годы жизни
Кулиш поселился на хуторе Мотроновка. Здесь он ведёт хозяйство и пишет, в частности, составляет из своих русскоязычных статей и украиноязычных художественных произведений сборник «Хуторская философия и удалённая от света поэзия», который после публикации в 1879 году был запрещён цензурой и изъят из продажи на основании «Эмсского указа».
В конце жизни Кулиш проявляет творческий интерес к мусульманской культуре, к этике ислама (поэма «Магомет і Хадиза» (1883). Им также написана драма в стихах «Байда, князь Вишневецький» (1884)).
Кулиш много переводит, особенно Шекспира, Гёте, Байрона, готовит к изданию в Женеве третий сборник стихотворений «Дзвін», завершает историографический труд в 3-х томах «Отпадение Малороссии от Польши», переписывается с многими корреспондентами, выступает на тему конфликтов между славянскими народами (особенно в связи с шовинистическими действиями польской шляхты в Восточной Галиции по отношению к украинскому населению).
Умер Кулиш 14 февраля 1897 года на своём хуторе Мотроновка.

## Творчество

### Роман «Чёрная рада»
Исторический роман «Чёрная рада, хроника 1663 года» впервые был опубликован в журнале Русская беседа в 1857 году. Переиздан в том же году отдельным изданием. Роман посвящён борьбе за гетманский титул после смерти Богдана Хмельницкого. В эпилоге романа Кулиш писал, что обдумывая своё сочинение, он желал:

…каждому колеблющемуся уму доказать, не диссертациею, а художественным воспроизведением забытой и искажённой в наших понятиях старины, нравственную необходимость слияния в одно государство южного русского племени с северным.— Об отношении малороссийской словесности к обще-русской // Эпилог к роману «Чёрная рада», стр. 253
По словам Ивана Франко, «Чёрная рада» — «лучшая историческая повесть в нашей литературе».

### Другие произведения
- Юмористические рассказы:
  - Циган, Пан Мурло, Малоросійські анекдоти
- Рассказы на тему несчастной любви:
  - Гордовита пара, Дівоче серце
- Исторические рассказы:
  - Мартин Гак, Брати, Січові гості
- Роман «Михайло Чарнишенко, або Малоросія 80 літ назад»
- Романтически-идиллический рассказ «Орися»
- Другие произведения:
- При жизни Кулиша были изданы три поэтических сборника на украинском языке: «Перед рассветом» («Досвітки»), 1862; «Хуторская поэзия» («Хутірна поезія»), 1882; «Колокол» («Дзвін»), 1892. Кроме того, в 1897 году вышел сборник переводов «Одолженная кобза» («Позичена кобза»), куда вошли переводы с Гёте, Гейне, Шиллера, Байрона.

В сборнике «Перед рассветом» Кулиш продолжает стилистику раннего (романтического) творчества Т. Шевченко, претендуя на роль его преемника. Поздние сборники отражают перемену в мировоззрении автора, который привнёс в украинскую литературу технику западноевропейской предромантической и романтической поэзии.

### Исторические труды
- Записки о южной Руси, тома 1-2 (СПб, 1856)
- Повесть о Борисе Годунове и Димитрии Самозванце (1857)
- Исторія возсоединенія Руси. Том I. Том II. Том III. (СПб, 1874)
- Материалы для Истории воссоединения Руси. Том 1. 1578—1630 (Москва, 1877)
- Отпаденіе Малороссіи от Польши (1340—1654). Томъ 1. Томъ 2. Томъ 3. (Москва, 1888)
- Владимирия или искра любви // Київська старовина. — Киев: АртЕк, 1998. — № 1—3.

## Признание заслуг
- В 2008 году изображение П. Кулиша предлагалось Нацбанком Украины для предполагаемой в перспективе купюры в 1000 гривен[11].
- В 2019 году в его честь была выпущена памятная монета «Пантелеймон Кулиш».
- В 2019 году выпущена почтовая марка, посвящённая П. Кулишу.
- В городе Киеве именем Пантелеймона Кулиша названа улица и площадь.